# Tela aida
La tela Aida è il tessuto che costituisce supporto principale per il ricamo contato, tecnica sulla quale si basa il punto croce. Tecnicamente la sua armatura non è una tela ma un piccolo operato che crea una griglia con una piccola squadrettatura che facilita il ricamo.

## Caratteristiche
Generalmente è di cotone ma si trova anche di altre materie prime come lana e lino. Il nome viene accompagnato normalmente da un numero che indica la grandezza dei quadretti. Tale valore differisce in base al sistema di misura lineare utilizzato nel paese in cui il canovaccio viene prodotto. Così nel sistema metrico decimale si parla di quadretti per 10 cm. Nel sistema anglosassone invece si parla di Count che sono i quadretti presenti in un pollice.

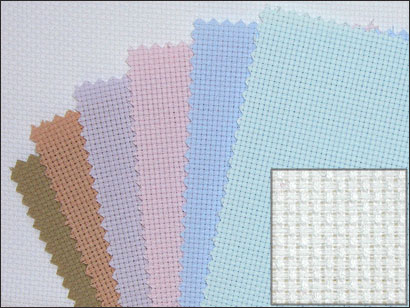
Tela Aida in vari colori

Le misure principali in commercio sono:
- 44 quadretti in 10 cm = 11 count per pollice
- 55 quadretti in 10 cm = 14 count per pollice
- 64 quadretti in 10 cm = 16 count per pollice
- 72 quadretti in 10 cm = 18 count per pollice

Sono comunque presenti misure inferiori, intermedie e superiori a seconda del produttore.

### Strumenti
Se non si dispone di uno schema da cui partire, è sempre possibile creare il proprio disegno utilizzando una carta a quadretti e costruendo, punto per punto, il motivo da riprodurre. 